# Siarczek sodu
Siarczek sodu, Na
2S – nieorganiczny związek chemiczny z grupy siarczków, sól sodowa kwasu siarkowodorowego.

## Otrzymywanie
Bezpośrednia synteza z pierwiastków jest możliwa, jednak nie jest ekonomicznie opłacalna. Na skalę przemysłową siarczek sodu otrzymywany jest poprzez redukcję siarczanu sodu węglem:
2C + Na
2SO
4 → Na
2S + 2CO
2↑
Zamiast węgla możliwe jest użycie wodoru, metanu lub innych węglowodorów.

## Właściwości
Czysty, bezwodny siarczek sodu jest białą substancją, krystalizuje w układzie antyfluorytu. Jest dobrze rozpuszczalny w wodzie, topi się w temperaturze ok. 1170 °C, rozkłada się w kontakcie z wilgocią. Tworzy formy uwodnione, np. Na
2S·5H
2O i Na
2S·9H
2O.

## Zastosowanie
Stosowany jest w procesie Krafta do uzyskiwania masy celulozowej służącej do produkcji papieru. Innymi zastosowaniami są m.in. garbowanie skóry i produkcja barwników.